# سنان کورت (بازیکن فوتبال، زاده ۱۹۹۵)
سینان کورت (انگلیسی: Sinan Kurt؛ زادهٔ ۲ مارس ۱۹۹۵) بازیکن فوتبال ترک‌تبار اهل آلمان است.